# Fire Emblem: Fates
Fire Emblem: Fates, conosciuto in Giappone come Fire Emblem: If (ファイアーエムブレムif?, Faiā Emuburemu: Ifu), è un videogioco di genere strategico sviluppato per Nintendo 3DS da Intelligent Systems. È il quattordicesimo gioco della serie Fire Emblem ed il secondo sviluppato per la console 3DS. Il gioco è disponibile in due versioni, le quali si differenziano sia per la trama che per la difficoltà. Originariamente conosciuto in America ed in Europa con il nome giapponese, il gioco è uscito in Giappone il 25 giugno 2015 ed è stato reso disponibile negli altri continenti nel 2016.

## Trama
La storia varia a seconda del percorso scelto. L'avatar protagonista, Corrin, infatti, è un membro della famiglia reale dell'Hoshido, cresciuto però dalla stirpe rivale del Nohr. All'inizio del capitolo 6, l'avatar dovrà decidere se aiutare i guerrieri della sua terra di origine a difendersi dall'invasione del Nohr, oppure schierarsi con questi ultimi per supportare l'avanzata nei territori dell'Hoshido. In alternativa, sarà possibile scegliere di rimanere neutrale al conflitto, svelando così una terza trama differente dalle precedenti due, nella quale si affronterà un terzo nemico (chiamato "Il Regno di Valla", che è comandato dal vero nemico, il Drago Silente Anankos) totalmente nuovo e differente dai precedenti due. Nel corso del gioco, il protagonista e, dunque, il giocatore, dovrà fare importanti scelte che influenzeranno il corso della storia, come il destino di alcuni personaggi. Un ulteriore pezzo di trama viene raccontato in Verità Nascoste, una serie di 2 DLC, che si svolgono prima della trama di Fire Emblem: Fates e rivelano dettagli importanti su Laslow, Odin e Selena, personaggi reclutabili in Conquista e Rivelazione, su Lilith, un'attendente del protagonista che può trasformarsi in un drago, su Anankos e sulle origini del personaggio principale.

## Modalità di gioco
Come nel precedente capitolo Awakening, al giocatore è data la possibilità di creare il proprio Avatar (ufficialmente chiamato Corrin in Occidente e Kamui in Oriente), personalizzandone genere, aspetto e nome.
Come da caratteristica della serie è presente il cosiddetto "triangolo delle armi", con il quale ogni arma avrà un vantaggio o uno svantaggio contro quella del nemico. Il triangolo classico (spade battono asce, asce battono lance, lance battono spade) è stato ampliato (spade e magie vincono contro asce e archi, che battono lance e pugnali, che a loro volta sconfiggono spade e magie). Esse presentano anche dei colori, con spade e magie mostrate come rosse, lance e pugnali come blu e asce e archi come verdi, metodo che sarà poi utilizzato anche in Fire Emblem Heroes. Inoltre, per la prima volta nella serie, è stata rimossa la meccanica della durabilità delle armi. Ogni arma avrà quindi utilizzi infiniti, ad eccezione delle bacchette curative, con bonus e malus che variano in base all'arma.
Come in alcuni titoli precedenti, alla modalità Classica, in cui le unità cadute in battaglia sono perse per sempre, si affianca la modalità Principiante, in cui gli alleati sconfitti si ritirano e tornano nel capitolo successivo. A queste si aggiunge la modalità Fenice, in cui i morti tornano sul campo di battaglia al turno successivo.
Un'altra novità è "Il Mio Castello", ovvero la possibilità di creare una base per il proprio esercito, con tanto di negozi (che potranno salire di livello), e la possibilità di interagire con i personaggi dell'armata.
Il gioco è uscito in due versioni: Retaggio e Conquista. Mentre la prima è dedicata a giocatori meno pratici della serie, la seconda è stata pensata per i più esperti. Oltre che per la difficoltà, le due versioni differiscono anche per la trama e di conseguenza per i personaggi giocabili e gli avversari: al termine del sesto capitolo, in Retaggio il protagonista si alleerà con l'Hoshido, nazione pacifica ispirata al Giappone feudale, mentre in Conquista, l'avatar sceglierà di unirsi nella lotta a fianco del più bellicoso Nohr, di ispirazione europea medievale. Inoltre, se con i primi si potrà viaggiare nella mappa del mondo, come già accaduto nel già citato Awakening e nel più vecchio The Sacred Stones, a fianco del Nohr, non sarà possibile disputare schermaglie al di fuori di quelle della trama, rendendo più difficile salire di livello. È inoltre presente, tramite DLC, un terzo percorso chiamato Rivelazione, nel quale il protagonista rifiuterà di prendere posizione, decidendo di rimanere neutrale. Quest'ultimo percorso presenta la possibilità di effettuare delle sfide al di fuori dei regolari capitoli della trama, così come in Retaggio, ma mantiene la difficoltà a metà tra quelle delle altre due versioni.

## Pubblicazione
Fates è stato annunciato tramite una trasmissione Nintendo Direct nel gennaio 2015. Venne indicato in Giappone come Fire Emblem if. Il suo titolo inglese è stato rivelato durante l'Electronic Entertainment Expo 2015. Fates è stato reso disponibile in più versioni. Retaggio e Conquista hanno ricevuto entrambi una pubblicazione fisica il 25 giugno 2015 in Giappone, che è stata annunciata per il 2016 in Occidente. I giocatori che acquistavano una copia fisica di una delle versioni possono scaricare l'altra versione come DLC a un prezzo ridotto. Rivelazione è uscito esclusivamente come contenuto scaricabile il 9 luglio, due settimane dopo la commercializzazione fisica di Fates. Oltre alle versioni standard era presente un'edizione speciale che dava accesso a Retaggio, Conquista e Rivelazione. La versione occidentale ha seguito anche il modello di uscite utilizzato in Giappone. In Nord America, le versioni fisiche sono state rese disponibili per la prima volta a febbraio, mentre la terza trama sarebbe uscita come DLC a marzo.. In Europa, le edizioni fisiche sono state commercializzate il 20 maggio, mentre Rivelazione come DLC il 9 giugno. Un'edizione speciale, contenente tutte e tre le trame e un artbook, è stata resa disponibile in entrambe le regioni insieme alle versioni fisiche iniziali. In Australia, le versioni fisiche sono state lanciate il 21 maggio, mentre Rivelazione il 10 giugno.
L'uscita giapponese è stata promossa da un gioco di carte collezionabili a tema Fire Emblem e da un manga a tema Awakening. Due "pacchetti iniziali" per le carte collezionabili erano dotati di codici che avrebbero consentito ai giocatori di accedere ai personaggi Marth e Lucina nel gioco sotto forma di DLC. Allo stesso modo, chi avesse acquistato un box di bustine avrebbe ottenuto un codice per il personaggio Minerva. Una speciale cover modificabile per New Nintendo 3DS basata su Fates è stata rilasciata in Giappone insieme all'uscita fisica del gioco. Tra luglio e settembre 2015 sono state rese disponibili varie mappe DLC: da mappe relative alla storia a mappe opzionali con personaggi provenienti da altri giochi della serie Fire Emblem.
 Tale DLC è stato ottenibile tra febbraio e aprile 2016 in Nord America, in Europa tra metà maggio e fine luglio. Dopo l'uscita del gioco, è stata inoltre annunciata la pubblicazione di un manga basato sul gioco, scritto da Kibayashi e illustrato da Kozaki, la cui serializzazione ha avuto inizio nel numero di settembre di Monthly Young Magazine.
La localizzazione del gioco è stata eseguita da Nintendo Treehouse. Il gioco ha subito varie modifiche per la versione occidentale: nella versione giapponese, una conversazione tra l'avatar maschio e un personaggio di nome Soleil è stata criticata per alcuni elementi ritenuti simili alla terapia di conversione gay. Nella versione occidentale, essi sono stati rimossi dalle conversazioni per evitare controversie.
 Anche alcune caratteristiche di un minigioco che prevedeva di "accarezzare" il viso di un personaggio scelto sul touch screen inferiore è stato rimosso dalle versioni occidentali. Anche l'opzione per le voci giapponesi, presente in Awakening, è stata rimossa da Fates. Secondo una dichiarazione ufficiale di Nintendo, sono state apportate anche altre modifiche non specificate laddove si è ritenuto necessario. Questi cambiamenti, tra gli altri evidenziati attraverso confronti dai fan tra la versione inglese e quella giapponese, hanno generato polemiche su Internet dopo l'uscita del gioco, culminate in reclami inviati direttamente a Nintendo. Ciò ha anche spinto un gruppo soprannominato "Team If" a iniziare a lavorare su una traduzione più fedele per i fan, sebbene alla fine essa sia stata cancellata poco dopo l'uscita ufficiale del gioco.